# شیلا گاف
شیلا گاف (انگلیسی: Sheila Gaff؛ زادهٔ ۲۹ دسامبر ۱۹۸۹) ورزشکار هنرهای رزمی ترکیبی اهل آلمان است.